# Joanna Jędrzejczyk
Joanna Jędrzejczyk (pronunciación en polaco: /jɔˈanna jɛndˈʐɛjtʂɨk/; Olsztyn, Polonia, 18 de agosto de 1987) es una artista marcial mixta polaca retirada que compitió en la categoría de peso paja femenino en Ultimate Fighting Championship, de la que fue campeona en una ocasión. Estuvo en la posición #6 en el ranking oficial de las mejores peleadoras femeninas libra-por-libra de UFC. Se retiró el 12 de junio de 2022 luego de perder en Singapur, en el evento UFC 275 ante Weili Zhang.

## Carrera de artes marciales mixtas

### Ultimate Fighting Championship
Jędrzejczyk firmó con UFC en julio de 2014.
En su debut, Jędrzejczyk se enfrentó a Juliana Lima el 26 de julio de 2014 en UFC on Fox 12. Jędrzejczyk ganó la pelea por decisión unánime.
Jędrzejczyk se enfrentó a Cláudia Gadelha el 13 de diciembre de 2014 en UFC on Fox 13. Jędrzejczyk ganó la pelea por decisión dividida.

#### Campeonato de Peso Paja
El 14 de marzo de 2015, Jędrzejczyk se enfrentó a Carla Esparza por el campeonato de peso paja en UFC 185. Jędrzejczyk ganó la pelea por nocaut técnico en la segunda ronda, ganando así el premio a la Actuación de la Noche y el campeonato, convirtiéndose de esta manera en la primera campeona femenina europea.
El 20 de junio de 2015, Jędrzejczyk se enfrentó a Jessica Penne en UFC Fight Night 69. Jędrzejczyk ganó la pelea por nocaut técnico en la tercera ronda. Tras el evento, ambas peleadoras ganaron el premio a la Pelea de la Noche.
Jędrzejczyk se enfrentó a Valérie Létourneau el 15 de noviembre de 2015 en UFC 193. Jędrzejczyk ganó la pelea por decisión unánime.
El 8 de julio de 2016 se enfrenta por segunda vez a Cláudia Gadelha, esta vez defendiendo el título y conservándolo por decisión unánime en The Ultimate Fighter: Team Joanna vs. Team Cláudia Finale.
Jędrzejczyk derrotó a Karolina Kowalkiewicz por decisión unánime el 12 de noviembre de 2016 en UFC 205.
Jędrzejczyk se enfrentó a Jéssica Andrade el 13 de mayo de 2017 en UFC 211. Ganó la pelea por decisión unánime y defendió con éxito su título por quinta vez consecutiva. Jędrzejczyk consiguió el mayor número de golpes significativas en la historia del campeonato de UFC (225), tuvo el mayor diferencial de golpe significativo en la historia del campeonato de UFC (142) y rompió su récord anterior por el mayor número de patadas en una sola pelea (75).
Para su sexta defensa del título, Jędrzejczyk se enfrentó a Rose Namajunas en UFC 217 en el Madison Square Garden en Nueva York el 4 de noviembre de 2017. Jędrzejczyk perdió su título después de que Namajunas la atrapara con un gancho de izquierda en el mentón y con la cara plantada en el suelo, procedió a lanzar golpes en su cabeza hasta que Joanna hizo tapping debido a los ataques. Esta fue la primera derrota de Jędrzejczyk en su carrera profesional de AMM.

#### Post-campeonato
El 7 de abril de 2018, en UFC 223, tuvo lugar la revancha por el título entre Namajunas y Jędrzejczyk. Perdió la pelea por decisión unánime.
Jędrzejczyk se enfrentó a Tecia Torres el 28 de julio de 2018, en el UFC on Fox 30. Ganó la pelea por decisión unánime.
El 20 de septiembre de 2018, se anunció que se esperaba que Jędrzejczyk regresara al peso mosca para enfrentarse a Valentina Shevchenko el 8 de diciembre de 2018, en UFC 231 por el vacante Campeonato de peso mosca femenino de UFC. Jedrzejczyk perdió la pelea por decisión unánime.
El 11 de junio de 2022, Jędrzejczyk tuvo su revancha contra Weili Zhang en UFC 275. Joanna perdió la pelea por segunda vez por un puño giratorio en la segunda ronda. Tras la pelea Joanna anunció su retiro de la UFC.

## Campeonatos y logros
| - Ultimate Fighting Championship - Campeona de Peso Paja de UFC (Una vez) - Actuación de la Noche (Una vez) - Pelea de la Noche (Una vez) | - J-Girls Kickboxing Federation - Campeona J-Girls (2009) - World Budokai Federation - Título Pro WBKF (2013) - World Kickboxing Federation - Campeona Europea WKF (2010) - World Kickboxing Network - Campeona Mundial WKN (2010) - IFMA World Championships - (2009, 2010, 2011, 2012, 2013) - (2008) - IFMA European Championships - Campeona Europea IFMA (Cuatro veces) - World MuayThai Council - Campeona WMC (Una vez) |

## Récord en artes marciales mixtas
| Resultado | Récord | Oponente              | Método                      | Evento                                                    | Fecha                   | Ronda | Tiempo | Localización            | Notas |
| --------- | ------ | --------------------- | --------------------------- | --------------------------------------------------------- | ----------------------- | ----- | ------ | ----------------------- | --- |
| Derrota   | 16–5   | Weili Zhang           | KO (spinning backfist)      | UFC 275                                                   | 11 de junio de 2022     | 2     | 2:28   | Kallang, Singapur       | |
| Derrota   | 16–4   | Weili Zhang           | Decisión (dividida)         | UFC 248                                                   | 7 de marzo de 2020      | 5     | 5:00   | Paradise, Nevada        | Por el Campeonato de Peso Paja de Mujeres de UFC; Pelea de la Noche, (Mejor pelea del año 2020, y también considerada como la mejor pelea de la historia de las MMA Femeninas). |
| Victoria  | 16–3   | Michelle Waterson     | Decisión (unánime)          | UFC Fight Night: Joanna vs. Waterson                      | 12 de octubre de 2019   | 5     | 5:00   | Tampa, Florida          | |
| Derrota   | 15–3   | Valentina Shevchenko  | Decisión (unánime)          | UFC 231                                                   | 8 de diciembre de 2018  | 5     | 5:00   | Toronto, Ontario        | Por el vacante Campeonato de Peso Mosca de Mujeres de UFC. |
| Victoria  | 15–2   | Tecia Torres          | Decisión (unánime)          | UFC on Fox: Álvarez vs. Poirier 2                         | 28 de julio de 2018     | 3     | 5:00   | Calgary, Alberta        | |
| Derrota   | 14–2   | Rose Namajunas        | Decisión (unánime)          | UFC 223                                                   | 7 de abril de 2018      | 5     | 5:00   | New York City, New York | Por el Campeonato de Peso Paja de Mujeres de UFC. |
| Derrota   | 14–1   | Rose Namajunas        | TKO (golpes)                | UFC 217                                                   | 4 de noviembre de 2017  | 1     | 3:03   | New York City, New York | Perdió el Campeonato de Peso Paja de Mujeres de UFC. |
| Victoria  | 14–0   | Jéssica Andrade       | Decisión (unánime)          | UFC 211                                                   | 13 de mayo de 2017      | 5     | 5:00   | Dallas, Texas           | Defendió el Campeonato de Peso Paja de Mujeres de UFC. |
| Victoria  | 13–0   | Karolina Kowalkiewicz | Decisión (unánime)          | UFC 205                                                   | 12 de noviembre de 2016 | 5     | 5:00   | New York City, New York | Defendió el Campeonato de Peso Paja de Mujeres de UFC. |
| Victoria  | 12–0   | Cláudia Gadelha       | Decisión (unánime)          | The Ultimate Fighter: Team Joanna vs. Team Cláudia Finale | 8 de julio de 2016      | 5     | 5:00   | Las Vegas, Nevada       | Defendió el Campeonato de Peso Paja de Mujeres de UFC. Pelea de la noche |
| Victoria  | 11–0   | Valérie Létourneau    | Decisión (unánime)          | UFC 193                                                   | 15 de noviembre de 2015 | 5     | 5:00   | Melbourne               | Defendió el Campeonato de Peso Paja de Mujeres de UFC. |
| Victoria  | 10–0   | Jessica Penne         | TKO (golpes y rodillazo)    | UFC Fight Night: Jędrzejczyk vs. Penne                    | 20 de junio de 2015     | 3     | 4:22   | Berlín                  | Defendió el Campeonato de Peso Paja de Mujeres de UFC; Pelea de la Noche. |
| Victoria  | 9–0    | Carla Esparza         | TKO (golpes)                | UFC 185                                                   | 14 de marzo de 2015     | 2     | 4:17   | Dallas, Texas           | Ganó el Campeonato de Peso Paja de Mujeres de UFC; Actuación de la Noche. |
| Victoria  | 8–0    | Cláudia Gadelha       | Decisión (dividida)         | UFC on Fox: dos Santos vs. Miocic                         | 13 de diciembre de 2014 | 3     | 5:00   | Phoenix, Arizona        | |
| Victoria  | 7–0    | Juliana Lima          | Decisión (unánime)          | UFC on Fox: Lawler vs. Brown                              | 26 de julio de 2014     | 3     | 5:00   | San José, California    | |
| Victoria  | 6–0    | Rosi Sexton           | KO (golpe)                  | Cage Warriors 69                                          | 7 de junio de 2014      | 2     | 2:36   | Londres                 | |
| Victoria  | 5–0    | Karla Benítez         | Decisión (unánime)          | WAM: Fabinski vs. Herb                                    | 9 de mayo de 2014       | 3     | 5:00   | Varsovia                | |
| Victoria  | 4–0    | Julia Berezikova      | Decisión (unánime)          | Fight Nights: Battle of Moscow 12                         | 20 de junio de 2013     | 2     | 5:00   | Moscú                   | |
| Victoria  | 3–0    | Kate Jackson          | TKO (retiro)                | PLMMA 17 Extra: Warmia Heroes                             | 18 de mayo de 2013      | 2     | 5:00   | Olsztyn                 | |
| Victoria  | 2–0    | Lily Kazak            | Sumisión (rear-naked choke) | Makowski Fighting Championship 5                          | 8 de diciembre de 2012  | 1     | 3:22   | Nowa Sól                | |
| Victoria  | 1–0    | Sylwia Juskiewicz     | Decisión (unánime)          | SFT: MMA Diva Fight Night SPA                             | 19 de mayo de 2012      | 3     | 5:00   | Kołobrzeg               | |